# El rei de l'estafa
El rei de l'estafa (títol original: Le Guignolo) és una pel·lícula franco-italiana dirigida per Georges Lautner, estrenada el 1980.Ha estat doblada al català.

## Argument
Alexandre Dupré, lladre recentment alliberat de presó, està encarregat de passar la frontera italiana amb un maletí. Aquest maletí conté un encenedor, del qual ignora que amaga un microfilm. Una horda d'espies estrangers es llança a perseguir-lo per Venècia.

## Repartiment
- Jean-Paul Belmondo: Alexandre Dupré
- Georges Géret: Joseph
- Michel Galabru: Achille Sureau
- Carla Romanelli: Gina
- Von Gretchen Shepard: Caroline l'agent X-22
- Mirella D'Angelo: Sophie / Pamela
- Pierre Vernier: Helmut von Ofenburg
- Paolo Bonacelli: Kamal
- Michel Beaune: Louis Fréchet
- Tony Kendall: Frantz
- Henri Guybet: Machavoine
- Lily Fayol: Mrs Schwartz
- Philippe Castelli: el conserge de l'hotel
- Charles Gérard: Abdel Fahrad
- Anne Goddet: Irène
- Jean-François Calvé: el ministre
- Jean Luisi: un guàrdia de presó
- Enzo Guarini: el comissari
- Aldo Rendine: Urbino Alfonsi
- Michel Berreur: Hussein
- Daniel Breton: Yasser
- Luong Ham Chau: Ohsawah
- Thang-Long: Taramushi